# 毛大戟
毛大戟（学名：Euphorbia pilosa）是大戟科大戟属的植物。分布于蒙古、中亚、西伯利亚以及中国大陆的新疆等地，生长于海拔1,800米至3,000米的地区，一般生于草地、亚高山草甸或林缘，目前已由人工引种栽培。